# Overkill (videogioco)
Overkill è un videogioco di tipo sparatutto a scorrimento verticale con visuale dall'alto, pubblicato come shareware da Epic MegaGames nel 1992. L'autore del gioco Ste Cork ha pubblicato il gioco come freeware il 23 luglio 2008.

## Modalità di gioco
Come la maggior parte degli sparatutto a scorrimento, lo scopo di Overkill è quello di superare livelli sparando ai nemici; si possono raccogliere alcuni power-up come smart bomb, armi migliori o ricariche per gli scudi e il carburante. Graficamente il gioco, che sfrutta l'EGA, ricorda il più famoso Xenon oltre che Major Stryker, della allora concorrente Apogee Software.